# Smilax febrifuga
Smilax febrifuga (Syn.: Smilax purhampuy Ruiz) ist eine Pflanzenart aus der Gattung der Stechwinden (Smilax) innerhalb der Familie der Stechwindengewächse (Smilacaceae).

## Beschreibung
Smilax febrifuga ist eine kletternde, kahle Schlingpflanze mit langen Stängeln und hellen, knolligen Rhizomen. Sie klettert mit Hilfe von Ranken die an den Blattstielen entspringen. Die Stängel sind zylindrisch und mit Stacheln bewehrt.
Die einfachen, papierigen Laubblätter sind wechselständig und kurz gestielt. Die im unteren Bereich geflügelten (Blattscheide) kurzen Blattstiele werden bis zu 1,7 cm lang. Die ganzrandigen Blätter sind eiförmig bis eilanzettlich und bis 25 cm lang und bis 18 cm breit sowie spitz oder bespitzt. Die Blattbasis ist meist spitz oder seltener abgerundet bis leicht herzförmig. Die Blätter sind kahl und 5–7aderig. Die handförmige Nervatur ist leicht erhaben.
Die Pflanze ist zweihäusig getrenntgeschlechtig (diözisch). Die einfachen oder zusammengesetzten vielblütigen und gestielten Dolden, mit schuppiger Hülle, sowie auffälligen Tragblättern, erscheinen achselständig. Die eingeschlechtlichen, kleinen und kurz gestielten Blüten mit einfacher Blütenhülle sind sechsblättrig sowie grünlich-weiß. Bei den weiblichen Blüten kommen einige Staminodien und ein oberständiger Fruchtknoten mit drei fast sitzenden Narben vor. Die männlichen Blüten besitzen 6 kurze Staubblätter.
Die kleinen, rundlichen Beeren werden orange und 6–12 mm groß.

## Verbreitung
Von Honduras bis Peru,  Bolivien, Venezuela,  Brasilien und Französisch-Guyana.

## Verwendung
Ihre Verwendung ist äquivalent zu der Honduras-Stechwinde und Smilax aristolochiifolia. Sie ist eine der zahlreichen Smilax-Arten, aus deren Wurzeln die in der Naturheilkunde verwendete pflanzliche Droge Sarsaparilla gewonnen wird.